# Rotation control valve
RC Valve staat voor: Rotation Control Valve.
Dit is een klep die bij een tweetaktmotor van Honda-motorfietsen de hoogte van de uitlaatpoort regelt afhankelijk van het toerental. De klep wordt bediend door een elektromotor en twee kabels. De eerste toepassing vond plaats op de Honda-wegracers in 1990.